# Didi Abuli
Didi Abuli (in georgiano დიდი აბული?; in armeno Աբուլ (Abul)?) è una delle vette più alte delle montagne del Caucaso minore nello stato della Georgia. Il monte si trova nella catena montuosa Abul-Samsari a un'altitudine di 3 300 m (10 830 ft) sul livello del mare. Didi Abuli è uno stratovulcano estinto.